# Lurdiana Tejas
Maria Lurdiana Alves Tejas, bekannt unter dem Namen Lurdiana, arabisch لورديانة, geb. 1987/1988 in Porto Velho, Rondônia, ist eine brasilianische Bauchtänzerin, Tanzpädagogin und Influencerin. Sie lebt in Kairo, wo sie primär als Bauchtänzerin arbeitet. Auf ihren Sozialmedien-Kanälen folgen auf Instagram 2,7 Millionen Menschen  und auf TikTok über 364.000 Follower. Lurdiana Tejas gilt als eine der gegenwärtig berühmtesten Bauchtänzerinnen in Ägypten.

## Frühes Leben und Ausbildung
Sie wurde in Porto Velho, der Hauptstadt des brasilianischen Bundesstaates Rondônia, in einer armen Familie geboren. Sie hat zwei Brüder. Ihre als Ballett- und Bauchtänzerin tätige Mutter arbeitete im ganzen Land, weshalb Tejas zunächst bei ihren Großeltern auf dem Land aufwuchs. Mit sieben Jahren  zog sie zu ihrer Mutter, die in Balneário Camboriú, Santa Catarina, an einer Tanzschule und einer Vorschule unterrichtete. Tejas lernte vor allem Ballett- und Jazztanz, im Alter von 15 Jahren gab sie selbst erstmals Kurse.
Ein Schlüsselerlebnis für Tejas war die im Jahr 2001 ausgestrahlte brasilianische Fernsehserie O Clone in der die Schauspielerin Giovanna Antonelli in der Rolle der Zhade einen Orientalischen Tanz aufführte. Die Popularität der Serie führte dazu, dass Tejas Mutter aufgrund der Nachfrage für ihre Tanzschülerinnen vermehrt Kurse im Orientalischen Tanz anbot, an denen auch ihre Tochter teilnahm. Im Alter von 20 Jahren übernahm sie selbst die Bauchtanzkurse ihrer Mutter. Um ihre Fähigkeiten zu verbessern, nahm sie unter anderem in Sao Paulo und Porto Alegre Kurse bei ägyptischen Lehrern.
Tejas erwarb an der Universität einen Bachelorabschluss in Betriebswirtschaft. Ein Studium der Sportpädagogik beendete sie nicht.
Im Jahr 2010 heiratete sie.

## Karriere als Bauchtänzerin in Ägypten
Nach ihrem Studium arbeitete Tejas hauptberuflich als Tänzerin und Tanzlehrerin; Angebote in Dubai und Beirut als Bauchtänzerin zu arbeiten, lehnte sie aufgrund ihrer Ehe ab. Nachdem ihre siebenjährige Ehe Anfang 2017 jedoch geschieden wurde, nahm Tejas das Angebot einer in Ägypten als Tänzerin arbeitenden Freundin an, dort als Bauchtänzerin in einer Tanzgruppe z arbeiten. Zunächst arbeitete sie ein Jahr in Sharm al-Schaich, ehe sie nach Alexandria ging. Sie verlängerte den Vertrag bei ihrem ägyptischen Arbeitgeber schließlich bis 2020. Nach einer finanziell anfangs schwierigen Startphase fasste sie langsam in Ägypten Fuß, anfangs besonders an der ägyptischen Mittelmeerküste. Später zog sie nach Kairo.
Im Oktober 2020 ging in den sozialen Netzwerken ein Video von einem von Tejas spontan vorgeführten Bauchtanz in einem Schönheitssalon in Kairo viral. Das Video wurde zum Hit – Medienberichten zufolge verzeichnete es mehr als 100 Millionen Aufrufe und gehörte zu den landesweiten Trends in Ägypten und den Vereinigten Arabischen Emiraten – und machte sie über Nacht in Ägypten bekannt und zum neuen Star der Bauchtanzszene. Vor dem Auftritt hatte Tejas auf Instagram rund 200.000 Follower, bis Dezember 2020 verfünffachte sich diese Zahl auf über eine Million. In der Folge stieg das Medieninteresse und Tejas kam zu Auftritten im Fernsehen, Zeitschriften und Musikvideos.  Tejas wurde eine der bekanntesten und angesagtesten Bauchtänzerinnen Ägyptens. Für Tejas bedeutete dies in der von starker Konkurrenz geprägten Bauchtanzszene Ägyptens, dass sie nach eigenen Angaben mit einem einzelnen Auftritt inzwischen ein früheres Monatsgehalt verdient.
Ähnlich stark war die mediale Rezeption in ihrer Heimat Brasilien. Neben ihren Auftritten arbeitet sie ebenso als Fitnesstrainerin und Tanzlehrerin und plant die Eröffnung einer eigenen Tanzschule.

## Wissenswertes
Im Dezember 2020 erzählte Tejas gegenüber der Agence France-Presse von der ambivalenten Sicht der Ägypter auf den Bauchtanz und insbesondere ausländische Tänzerinnen, vor allem Vorurteile, sie seien keine Profis, nicht richtig ausgebildet und würden lediglich ihre Körper für Geld zeigen.
Im Frühjahr 2022 wurden zwei ägyptische Musiker wegen eines Videos, das sie mit Tejas gedreht hatten, festgenommen und zu einem Jahr Gefängnis wegen Verletzung von 'Familienwerten' verurteilt.
2021 verkündete Tejas, dass sie im Fastenmonat Ramadan keine Tanzvideos auf ihren Sozialen Netzwerken hochladen werde. Dafür erntete sie Spott und Aufforderungen auch im Ramadan Videos hochzuladen. Die Ankündigung veranlasste arabische Medien sie mit Suzi Khairy zu vergleichen, einer ägyptischen Bauchtänzerin, die in den 1960er-Jahren angekündigt hatte, während des Ramadan keine Tanzauftritte zu geben.